# Ататюрк-Ото-Санаї (станція метро)
41°07′05″ пн. ш. 29°01′27″ сх. д. / 41.118015548746° пн. ш. 29.024208640863° сх. д.
Ататю́рк-Ото́-Санаї́ (тур. Atatürk Oto Sanayi) — станція лінії М2 Стамбульського метрополітену. Відкрита 31 січня 2009 Була кінцевою на лінії М2 до 2 вересня 2010 року
Розташована під авеню Бююкдере, на півночі району Маслак.
Конструкція станції — трипрогінна мілкого закладення з однією острівною платформою.
Пересадки:
- Автобуси: 25G, 29A, 29C, 29D, 29GM, 41, 42KM, 42M, 42Z, 47L, 59RK, 59RS
- Бешикташ — Сариєр, Зінджірлікую — Бахчекьой

| Попередня станція         | Лінія | Лінія                           | Лінія | Наступна станція  |
| ------------------------- | ----- | ------------------------------- | ----- | ----------------- |
| Дарюшшафака до Хаджиосман |       | M2 (Стамбульський метрополітен) |       | Левент до Єнікапи |